# Joseph Kabila
Joseph Kabila Kabange (n. 4 iunie 1971) este un politician congolez, președinte al Republicii Democrate Congo din ianuarie 2001 până în ianuarie 2019. Joseph Kabila a preluat funcția de șef al statului la zece zile după asasinarea tatălui său, președintele Laurent-Désiré Kabila. A fost ales președinte în urma alegerilor libere din 2006. În 2011 a fost reales pentru un al doilea mandat.

## Biografie
Joseph Kabila s-a născut pe 4 iunie 1971 în Hewa Bora II, regiunea Kivu de Sud, în estul Republicii Democrate Congo. El este fiul fostului lider rebel, apoi președinte al RDC, Laurent-Désiré Kabila și al Mahanya Sifa Kabila. Cu toate acestea există îndoieli legate de legitimitatea nașterii, vârstei, locului de naștere și trecutului său.
Kabila a început școala primară în Fizi, Kivu de Sud și a terminat-o în Dar Es Salaam, Tanzania. El și-a continuat studiile la școala secundară din Mbeza din Tanzania.
În octombrie 2021, Joseph Kabila și-a susținut teza de absolvire la Universitatea din Johannesburg. Un master în științe politice și relații internaționale i-a fost acordat la finalul studiilor sale care au durat cinci ani.

### Anii de război

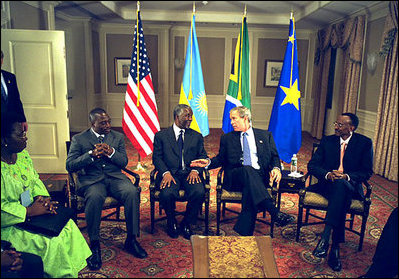
Kabila în 2002, cu Thabo Mbeki, George W. Bush și Paul Kagame

După liceu, Joseph Kabila a urmat un curriculum militar în Tanzania , apoi la Universitatea Makerere din Uganda. În octombrie 1996, Laurent Kabila Désiré, a lansat campania în Zair pentru a elimina regimul Mobutu. Iosif a devenit comandant al armatei de copii kadogos (soldați), și a jucat un rol-cheie în bătălii majore pe drumul spre Kinshasa. Armata de Eliberare a primit sprijin logistic și militar din partea armatelor regionale din Rwanda, Uganda, Angola și Zimbabwe. După victoria AFDL, și autodeclararea lui Laurent-Désiré Kabila ca președinte, Joseph Kabila, a calatorit in China pentru formare la Universitatea Națională de Apărare PLA, în Beijing.
În 1998 la intoarcerea sa din China, i-a fost acordat gradul de general-maior, și numit șef adjunct al Statului Major al Forțelor Armate ale Republicii Democratice Congo  (FARDC). Mai târziu, în 2000, a fost numit Șef Major al Forțelor Terestre, o poziție pe care a deținut-o până la asasinarea tatălui său, președintele Laurent Kabila în ianuarie 2001.